# Amphinemura cordiformis
Amphinemura cordiformis är en bäcksländeart som beskrevs av Li, W. och Ding Yang 2006. Amphinemura cordiformis ingår i släktet Amphinemura och familjen kryssbäcksländor. Inga underarter finns listade i Catalogue of Life.